# 1974년 통상법 제301조
1974년 통상법 제301조는 미국의 1974년 통상법(Trade Act of 1974)의 제301조를 일컫는 불공정 무역 보복 조항을 말한다. 공식 인용(citation)은 Pub.L. 93-618, 19 U.S.C. §2411이다.

## 역사
1974년 리처드 닉슨(공화당, 재임기간 1967년 1월 20일 - 1974년 8월 9일) 미국 대통령 시절에 발의되고, 1975년 1월 3일에 제정된 1974년 통상법에 포함된 조항으로, 미국 무역과 투자에 악영향을 미치는 외국의 불공정 무역 행위를 제거하는 데 필요한 조치를 취할 권한을 대통령에게 부여하는 것을 골자로 한다.
2017년 공화당 트럼프 대통령의 트럼프노믹스는 레이거노믹스와 매우 유사하게, 대미무역흑자를 내는 상대국들에 대해 강력한 무역보복을 하려고 한다.
미국 기업의 제소로, 미국 상무부가 판결하여, 타국 기업의 미국 수출품에 대해 보복관세를 15%까지 부과한다. 미국 재벌회장이 미국 대통령에게 요청하면 미국 대통령이 나서서 무역보복을 하는 구조다. 불공정한 무역을 시정한다지만, 오히려 미국 대통령이 불공정하고 일방적이라면서, 전세계의 비판이 많다.
이러한 미국 정부의 우월하고 독점적인 위상은, 미국 시장이 세계 최대 소비 시장이기 때문에, 전세계의 상품, 서비스가 미국에 수출되어야지만 큰 돈을 벌 수 있기 때문이다.
301조라는 이름을 가진 법률은 3개가 있는데, 통칭 일반 301조라고 불리는 1974년 통상법 제301조가 있고, 지식재산권에 관한 특별한 조항인 스페셜 301조가 있으며, 슈퍼 301조가 있다.

## 일반 301조

### 개요
1974년 통상법 제301조로 입법된 법으로, 미국 무역과 투자에 악영향을 미치는 외국의 불공정 무역 행위를 제거하는 데 필요한 조치를 취할 권한을 대통령에게 부여하는 것을 골자로 한다. 301조라고 하여 하나의 조항만 있는 것으로 이해되는 경향이 있지만, 일반 301조는 사실은 1974년 통상법 제301조 내지 제309조까지의 9개 조항을 포괄하여 부르는 명칭이다. 법령을 찾을 때는 19 U.S.C. §2411 - 2419로 검색하는 것이 간편하다. 체계 상으로는 Title 19 (Customs Duties) - Chapter 12 (Trade Act of 1974)이다.

### 법령 내용
법령의 주요 내용은 아래와 같다.
- 19 U.S.C. §2411 - 미국 무역대표부가 취하는 조치(Actions by United States Trade Representative)
- 19 U.S.C. §2412 - 조사의 개시(Initiation of investigations)
- 19 U.S.C. §2413 - 조사 개시 시의 협의(Consultation upon initiation of investigation)
- 19 U.S.C. §2414 - 무역대표부의 결정(Determinations by Trade Representative)
- 19 U.S.C. §2415 - 조치의 이행(Implementation of actions)
- 19 U.S.C. §2416 - 외국의 이행 감시(Monitoring of foreign compliance)
- 19 U.S.C. §2417 - 조치의 수정과 종료(Modification and termination of actions)
- 19 U.S.C. §2418 - 정보의 요청(Request for information)
- 19 U.S.C. §2419 - 행정(Administration)

### 발동 사례

#### 1984년
1984년 레이건 행정부의 미국 상무부는 삼성전자, LG전자(당시 금성사), 대우전자 등 한국 3개 업체가 생산한 브라운관 컬러TV를 대상으로 15%의 반덤핑 관세를 부여했다.

## 슈퍼 301조
소위 "슈퍼 301조"는 1988년 종합대외무역경쟁법(Omnibus Foreign Trade and Competitiveness Act of 1988)에 의해 입법되면서 19 U.S.C. §2420에 자리잡게 된 법을 일컫는 명칭이다.
영구적인 법으로 입법된 제301조와 달리 슈퍼 301조는 한시적인 법으로 입법되었으며, 이후 수차례의 대통령 행정명령에 의해 부활했다.
슈퍼 301조는 일반 301조 보다 광범위한 무역 보복조치를 미국 행정부에 허용한다.
슈퍼 301조는 1988년 생긴 한시 조항으로 1990년 공식 만료됐다. 대통령 행정명령으로 부활시킬 수 있다.
빌 클린턴 대통령이 행정명령을 통해 3차례(1994∼1995, 1996∼1997, 1999∼2001년) 부활시켰다.
1980년대 미국 제품은 경쟁력을 잃어 무역적자가 천문학적으로 불어났다. 미국 의회와 기업들은 무역적자의 원인과 해결책을 교역상대국에서 찾았다. 미국 상원은 1988년 세계에서 가장 보호주의 색채가 강한 종합무역법을 통과시켰다. 그 핵심이 슈퍼 301조다.
미국 기업이 다른 나라의 불공정 무역행위로 피해를 입었다고 청원하면 미국 무역대표부가 이를 받아들여 3년 내 해당국이 조치를 취하지 않을 경우 보복 조치를 발동할 수 있다.
1988년 미국 의회가 슈퍼 301조를 통과시켰다. 미국 자동차 회사들이 일본 정부가 부당하다며 청원하여, 미국 무역대표부는 일본 자동차 수출입과 관련, 일본 정부에 슈퍼 301조를 발동했다.
1997년 10월 1일, 제네럴 모터스 등 미국 자동차 3개사가 청원을 하여, 미국 무역대표부가 한국 자동차 시장에 대해 슈퍼 301조를 발동했다. 시민들이 매일 광화문 주한미국대사관 앞에서 항의시위를 했다. 2달 뒤엔 1997년 12월 3일 한국은 국가부도가 발생, 대한민국의 IMF 구제금융 요청을 하였다. 직격탄을 맞은 대우자동차가 1999년 8월 워크아웃 대상으로 선정되어 해체에 들어가, 2000년 11월 최종 부도처리되어, 이후에 미국 제네럴 모터스에 매각되었다.

## 스페셜 301조
스페셜 301조는 1988년 종합대외무역경쟁법(Omnibus Foreign Trade and Competitiveness Act of 1988) 제1303조(Pub.L. 93–618, 19 U.S.C. § 2242)의 통칭이다. 법령 조문을 보면 알 수 있지만, 제301조(19 U.S.C. § 2411)와 같이 미국법 Title 19(관세) - Chapter 12 (Trade Act of 1974)에 포함된 법으로, 국제무역에 관한 법이다.

### 1988년 종합대외무역경쟁법(Omnibus Foreign Trade and Competitiveness Act of 1988)
1988년 종합대외무역경쟁법은 로널드 레이건 미국 대통령(재임기간 1981년 1월 20일 - 1989년 1월 20일) 시기에 발의되고 발효한 법이다. 레이건 행정부 시절은 1970년의 미국 호황기 때 누렸던 무역흑자가 감소하고, 1980년대에 들어서서는 대외무역이 적자로 돌아선 시기이다.  점점 늘어나는 무역적자의 탓은 외국의 관세와 비관세 장벽에 대한 비난으로 이어졌고, 당시 유력 정치인이던 딕 게파트 하원의원의 발의로 OFTCA가 제출되었고 의회를 거쳐 대통령이 비준함으로써 입법되었다.

### 종합대외무역경쟁법 제1303조(19 U.S.C. §2242)
스페셜 301조는 지식재산권에 대한 적절한 보호나 시장접근을 제공하지 않는 국가에 대해 USTR이 취할 수 있는 조치를 규정하고 있다. 이 법은 매년 미국무역대표부가 발간하는 Special 301 Report의 근거가 된다. 제301조가 9개의 조로 구성되어 있는 반면, 스페셜 301조는 1개 조(19 U.S.C. §2242)로만 구성되어 있다. 하위 항은 (a) - (h)의 8개 항이 있는데, 스페셜 301 보고서의 작성과 와치 리스트와 우선 와치 리스트의 작성, 그리고 미국 문화산업에 영향을 미치는 조치와 우선 와치 리스트에 오른 국가에 대한 특별규정으로 이뤄져 있다.
- (a)항 일반 조항 - 연례보고서(Special 301 Report)를 의회에 제출한 날로부터 30일 이내에 지재권에 대한 적절한 보호나 시장접근을 제공하지 않는 국가(소위 watch list 및 priority watch list)를 명시하도록 함
- (b)항 와치 리스트(watch list) 및 우선 와치 리스트(priority watch list) 작성의 기준
- (c)항 리스트 취소 및 추가
- (d)항 용어 정의
- (e)항 리스트 발간
- (f)항 미국 문화산업에 영향을 미치는 조치에 대한 특별 규정
- (g)항 우선 와치 리스트(priority watch list)에 오른 국가에 대한 특별 규정
- (h)항 연례보고서(special 301 report)